# 自由保守主義
自由保守主義是政治上結合自由主義元素的保守主義。如同「保守主義」與「自由主義」在各個時代與不同國家有著不同意義，「自由保守主義」有著許多意義，在某些國家會被認為是矛盾語，但在歐洲大陸則代表一種平常的概念。一般而言有兩種意義－美國的一種矛盾立場（結合進步主義、社會自由主義的美國自由主義與親市場、經濟自由主义的美國保守主義兩種相斥立場），以及現今西歐普遍受到社會接受的經濟自由主義立場。

## 古典保守主義與經濟自由主義
歷史上，該詞時常代表結合擁護自由放任市場的經濟自由主義，與建立傳統、尊重權威與宗教價值的古典保守主義觀點。相對來說，古典自由主義在經濟與社會兩個層面上支持個人自由。
隨著時間，許多國家的保守主義開始採納經濟自由主義論點，「自由保守主義」逐漸取代「保守主義」。有些國家的自由經濟思想歸類為傳統，如美國，因此被視為保守主義。在其他國家，自由保守主義運動打入政治主流，如義大利與西班牙，「自由」與「保守」可以是代名詞。美國的保守主義傳統結合了古典自由主義中經濟個人主義與伯克形式的保守主義（也成為保守主義傳統的一部份，如羅素·柯克的著作）。
現代歐洲自由保守主義結合當今在社會議題上更具自由主義立場的政策。這發展成更具集體主義觀點的社會主義的反對面。這通常涉及強調目前保守主義的自由市場經濟與個人責任信念，與捍衛公民權的社會自由主義觀點、環境保護主義、支持有限度的福利國家。歐洲的中間偏右政黨通常為自由保守主義。與其他不同類型的中間偏右政黨相比，如基督教民主主義政黨，自由保守主義的傳統主義成分較少，在經濟上通常較偏向支持低稅與在經濟上的一定國家干預，但在社會上偏向保守主义。

## 現代歐洲
在現代歐洲的論述中，「自由保守主義」可以有另一個含意。不同於古典保守主義和自由市場經濟思想的結合，而是自由市場經濟（在這裡屬保守主義，因為多數歐洲保守主義政黨採納經濟自由主義），結合文化自由主義觀點—如同性婚姻等議題，自由保守主義基於自由意志，對此議題持開放態度，因此不同於社會保守主義（社會保守主義主張結合社會的傳統道德價值觀）。
自由保守主義支持溫和的福利國家與環境保護主義。在這個意義上的「自由保守主義」以麥克·波提羅（Michael Portillo）、溫和黨籍瑞典首相弗雷德里克·賴因費爾特、挪威保守黨、芬蘭民族聯合黨為代表。
大衛·卡麥隆在與BBC的訪談中自稱為自由保守主義者。他定義為相信個人自由與人權，但對於「改造世界的宏偉計畫」採取懷疑態度。

## 自由保守主義政黨
- 奥兰：奧蘭溫和黨（Moderates of Åland）
- 阿尔巴尼亚：阿爾巴尼亞民主黨
- 阿根廷：民主中間聯盟（Union of the Democratic Centre）、共和國方案
- 亞美尼亞：繁榮亞美尼亞
- 奥地利：奧地利人民黨
- ：澳大利亞自由黨
- 巴哈马：自由國家運動（Free National Movement）
- 白俄羅斯：聯合公民黨（United Civic Party）
- 比利时: 新弗拉芒人聯盟
- ：波士尼亞與赫塞哥維納黨（Party for Bosnia and Herzegovina）
- 巴西：民主黨
- 保加利亚：民主勢力聯盟
- 加拿大：保守黨、不列顛哥倫比亞自由黨、薩克其萬黨（英语：Saskatchewan Party）
- 智利：智利民族革新黨
- 哥伦比亚：民族團結社会黨（Social National Unity Party）
- 賽普勒斯：民主大會黨
- 捷克：公民民主黨、傳統、責任、繁榮黨
- 丹麦：保守人民黨
- ：國家進步勢力（National Progressive Force）
- 爱沙尼亚：祖國與共和國聯盟
- 法罗群岛：人民黨
- 芬兰：民族聯合黨
- 法國：人民運動聯盟
- ：統一民族運動黨
- 德国：德國基督教民主聯盟
- ：新愛國黨（New Patriotic Party）
- 希腊：新民主黨
- 格陵兰：候選人協會（Association of Candidates）
- ：宏都拉斯國民黨
- 冰島：獨立黨
- 愛爾蘭：愛爾蘭統一黨
- 以色列：以色列聯合黨
- 義大利：力量黨
- 牙买加：牙買加工黨
- 日本：自由民主黨、公明黨
- 拉脫維亞：團結黨
- 立陶宛：祖國聯盟
- 马来西亚：馬華、國大黨、土團黨
- 馬爾他：國民黨
- 摩尔多瓦：摩爾多瓦自由民主黨
- 蒙古国：民主黨、改變運動（Movement for Changes）
- 荷蘭：自由民主人民黨
- 新西兰：國家黨
- 尼加拉瓜：共和聯盟（Alliance for the Republic）
- 挪威：保守黨
- 巴基斯坦：巴基斯坦正義運動黨、巴基斯坦穆斯林联盟（领袖派）
- 波蘭：公民綱領、新右派大會（英语：Congress of the New Right）
- 葡萄牙：社會民主黨
- 俄羅斯：正義事業黨
- ：新民主黨（New Democratic Party）
- 塞爾維亞：G17+（英语：G17 Plus）、塞爾維亞進步黨
- 斯洛伐克：斯洛伐克民主與基督教聯盟－民主黨（部分派别）[3]
- 斯洛維尼亞：斯洛維尼亞民主黨
- ：國民力量
- 西班牙：人民黨
- 斯里蘭卡：團結國家黨（United National Party）
- 瑞典：溫和黨
- 瑞士：公民民主黨（Civic Democratic Party）
- 中華民國：中国国民党（部分派别）、亲民党（部分派别）、无党团结联盟
- 土耳其：正義與發展黨
- 乌克兰：全烏克蘭「祖國」聯盟
- 英国：保守黨
- 美国：共和黨（部分派别）[4]
- 乌拉圭：國家黨（National Party）